# یا رایح
«یا رایح» (به انگلیسی: Ya Rayah) یک ترانه شعبی الجزایری است که در سال ۱۹۷۳ توسط دحمان الحراشي نوشته و اجرا شده است. تا ۱۵ سال گذشته این ترانه به‌عنوان اثر اصلی دهمانه الحراچی و در سنت شعبی/اندلس الجزایر شناخته می‌شد. یا رایح تصنیفی برای مسافر، تبعیدی، آرزوی بازگشت، مهاجر، ستاره سرگردان و غیره است و از این رو جذابیت جهانی دارد.
این ترانه در سال ۱۹۹۳ توسط خواننده فرانسوی-الجزایری رشید طه در دومین آلبومش اجرا شدِ و به‌عنوان یک تک‌آهنگ در آلبوم تلفیقی کارت بلانچ (۱۹۹۷) منتشر شد که بعدتر در آلبوم دیوان (۱۹۹۸) نیز جای گرفت. در سپتامبر ۱۹۹۸، طاها این ترانه را به همراه خوانندگان الجزایری خالد و فادل به‌صورت زنده در آکور آرنا در پاریس اجرا کرد. نسخه این اجرا، سال بعد در آلبوم خورشیدها (۱٬۲،3 Soleils) گنجانده شد. نسخه منتشرشده در اوت ۱۹۹۷ به رتبه یازدهم جدول تک‌آهنگ‌های فرانسه رسید. در فوریه ۱۹۹۸، این آهنگ در فرانسه گواهی نقره دریافت کرد.
در سال ۲۰۰۳، طاها یا رایح را به‌همراه انریکو ماسیاس به‌صورت دونفره در پاریس اجرا کرد.
پس از مرگ رشید طاها، این ترانه دوباره وارد جدول تک‌آهنگ‌های فرانسه شد و به ۲۰ آهنگ برتر رسید.

## فهرست آهنگ
| سی‌دی تک: ۵۷۳-۸۹۰-۲؛ منتشرشده در ۲۶ اوت ۱۹۹۷ | سی‌دی تک: ۵۷۳-۸۹۰-۲؛ منتشرشده در ۲۶ اوت ۱۹۹۷ | سی‌دی تک: ۵۷۳-۸۹۰-۲؛ منتشرشده در ۲۶ اوت ۱۹۹۷ |
| شماره                                       | نام                                         | مدت                                         |
| ------------------------------------------- | ------------------------------------------- | ------------------------------------------- |
| ۱.                                          | «یا رایح»                                   | ۶:۱۳                                        |
| ۲.                                          | «داستان جنگل»                               | ۴:۰۱                                        |

## چارت
| چارت (۱۹۹۷)            | در صدر ماندن |
| ---------------------- | ------------ |
| چارت تک‌آهنگ‌های فرانسوی | ۱۱           |

| چارت (۲۰۱۸)            | در صدر ماندن |
| ---------------------- | ------------ |
| چارت تک‌آهنگ‌های فرانسوی | ۱۴           |

## کاورها
همچنین بازخوانی‌های متعددی از «یا رایح» توسط هنرمندان زیادی به زبان‌های مختلف از جمله عبری، هندی، ترکی، یونانی، روسی و صربی («قلبی ضعیف را اغوا می‌کنی» اثر زدراوکو چولیچ) انجام گرفته است.
- در سال ۲۰۱۰، این ترانه به‌عنوان بخشی از آلبوم تلفیقی رپ اسرائیلی به نام TACT کاور شد. ضرب‌آهنگ به‌عنوان سمپل استفاده شد و در آهنگ بلیبی (Belyby) توسط بوکسیلس (Booksills) استفاده شد.
- در ژانویه ۲۰۱۲، توسط خواننده الجزایری امل بوشوشه، و با استفاده از ضرب‌های رقص آفریقایی و صداهای موسیقی بربری اجرا شد.
- موسیقی این ترانه توسط سانجیف دارشان در فیلم بالیوودی قلب، توسط اودیت نارایان و کاویتا کریشنامورتی اجرا شد.
- در سال ۲۰۱۶ هنرمند فرانسوی جان مامان، یا رایح را با نام «منم مثل تو هستم (J'suis Comme Toi)» با همکاری یوسف اکدیم و ریم‌کی منتشر کرد که درون‌یابی این ترانه است.